# Comuna Lubeanka, Rokîtne
Lubeanka (în ucraineană Луб`янка) este o comună în raionul Rokîtne, regiunea Kiev, Ucraina, formată din satele Liubka, Lubeanka (reședința) și Perșotravneve.

## Demografie
Componența lingvistică a comunei Lubeanka
     Ucraineană (99,1%)
     Alte limbi (0,72%)
Conform recensământului din 2001, majoritatea populației comunei Lubeanka era vorbitoare de ucraineană (99,1%), existând în minoritate și vorbitori de alte limbi.